# Radio Nacional Clásica
LRA 338 FM Radio Nacional, operado comercialmente como  Nacional Clásica, es una radio argentina que transmite en 96.7 MHz por FM, desde la ciudad de Buenos Aires, Argentina. Forma parte de Radio Nacional Argentina.

## Características
La radio realiza conciertos públicos y gratuitos en el Auditorio de Radio Nacional. Su programación, además de la música clásica, incluye historias, efemérides, biografías, humor, segmentos especiales, y música jazz. En algunos horarios se agrupa la música según los períodos históricos o países. También hay espacios exclusivos para los compositores argentinos. La radio también tramisite en vivo la temporada liríca en el Teatro Colón, conciertos de la Orquesta Filarmónica de Buenos Aires y la temporada radial de la Metropolitan Opera House de Nueva York.
El 18 de agosto de 2022 se realiza la primera entrega del Premio Radio Nacional Clásica.

## Sede

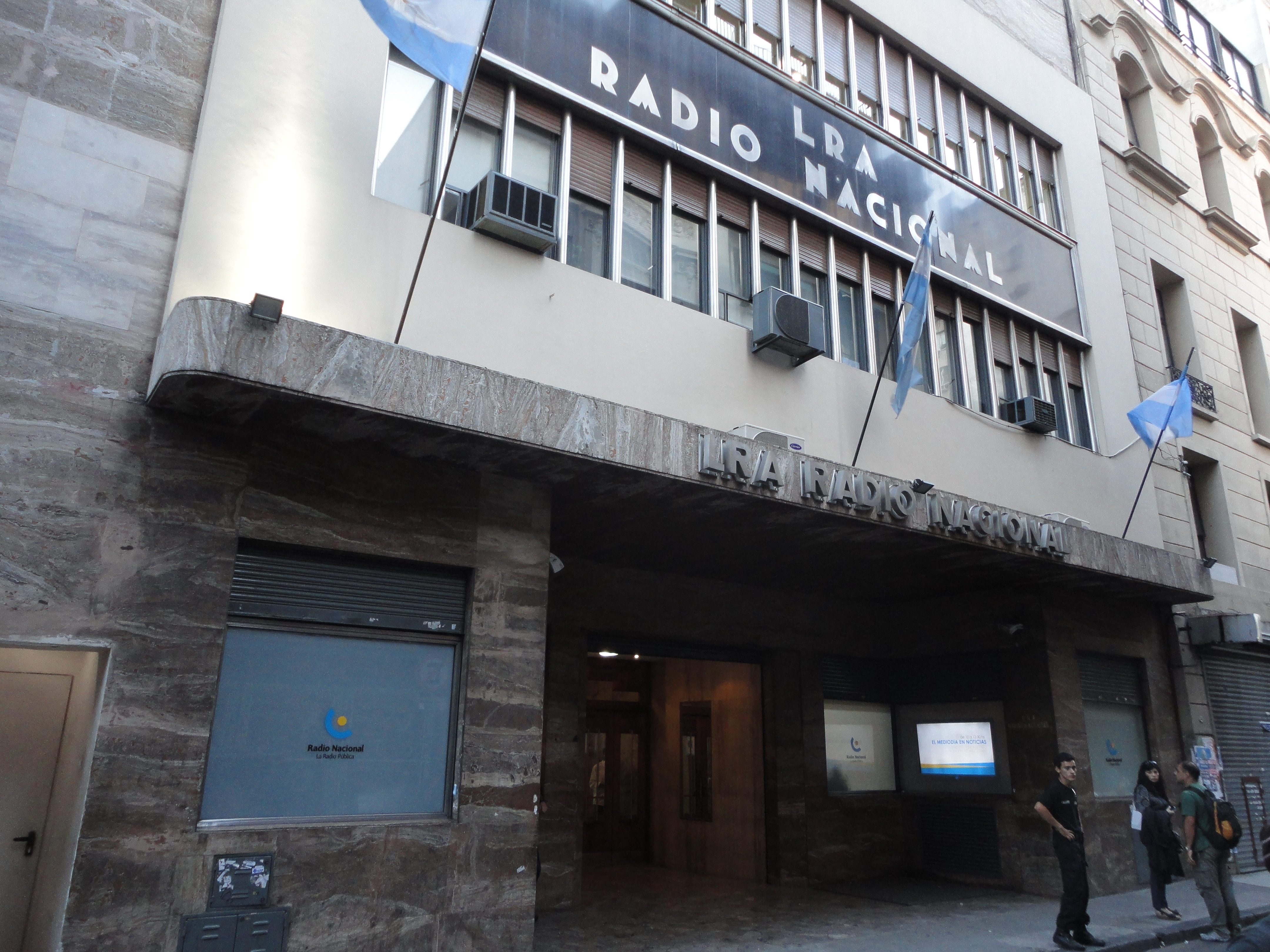
Maipú 555, Buenos Aires

Nacional Clásica y LRA Radio Nacional operan en Buenos Aires desde el edificio de la calle Maipú 555, en el microcentro de la ciudad. El mismo es compartido con LRA337 Nacional Rock, LRA339 Nacional Folklórica y Radiodifusión Argentina al Exterior.

## Reconocimientos
Fue premiada por la Fundación Konex en 2009 con la Mención Especial de los Premios Konex y nuevamente reconocida en 2019 como uno de los Hechos Más destacados de la última década en la Argentina.